# توماس پینچن
توماس راگلز پینچن جونیور (به انگلیسی: Thomas Ruggles Pynchon, Jr.) (زاده ۸ مه ۱۹۳۷) یکی از برجسته‌ترین نویسندگان آمریکایی است. آثار او به بسیاری از زبان‌ها ترجمه شده‌اند. او به خاطر نوشتن رمان‌های سخت و پیچیده مشهور است. نوشته‌های داستانی و غیر داستانی او مجموعهٔ گسترده‌ای از موضوعات و ژانرهای مختلف از تاریخ، موسیقی، دانش و ریاضیات را در بر می‌گیرد.
پینچن در انزوا و به دور از هیاهوی رسانه‌ها مشغول فعالیت است.

## زندگی
توماس پینچن ۸ مه ۱۹۳۷ در گلن یارو، نیویورک به دنیا آمد و در دانشگاه کرنل تحصیل کرد. یک سال در گرینویچ ویلیج زندگی کرد و بعد دو سال در سیاتل به نویسندگی فنی در شرکت هواپیمایی بویینگ مشغول بود. سپس به مکزیک نقل مکان کرد تا اولین رمانش،V وی. (۱۹۶۳) را بنویسد. از آن هنگام در انزوا به نوشتن مشغول بوده و عکس سال ۱۹۵۳ او در کتاب سال دبیرستانش، آخرین عکس پرتره‌ای است که از او در دست است. هیئت داوران جایزهٔ پولیتزر سال ۱۹۷۳، به اتفاق آرا کتاب رنگین‌کمان جاذبه را انتخاب کردند، اما کمیتهٔ جایزه نظر آن‌ها را رد کرد و این کتاب را پرطمطراق، وقیحانه و ناخواندنی دانست. اما این کتاب در سال ۱۹۷۴ برای پینچن جایزهٔ ملی کتاب برای داستان آمریکا را به ارمغان آورد.

### رمان‌ها
- (۱۹۶۳) وی
- (۱۹۶۶) اعلان قرعهٔ ۴۹
- (۱۹۷۳) رنگین‌کمان جاذبه
- (۱۹۹۰) تاکستان
- (۱۹۹۷) ماسن و دیکسون
- (۲۰۰۶) علیه روز
- (۲۰۰۹) خبث ذاتی
- (۲۰۱۳) لبه خونین